# Piet Meijer
Pieter Meijer (Katwoude, 20 februari 1943 – Amsterdam, 23 juli 2021) was een Nederlands schaatser.

## Loopbaan
Meijer was lid van de Hardrijders Club Amsterdam (HCA), met als thuisbaan de Jaap Edenbaan. Hij kwam tussen 1964 en 1973 negen keer uit op de Nederlandse kampioenschappen allround. Bij zijn debuut op het kampioenschap van 1964 haalde hij zijn beste resultaat; een derde plaats achter Rudie Liebrechts en Ard Schenk. Hoewel hij van 1964 tot 1967 deel uitmaakte van de kernploeg, kwam hij bij die prestatie niet meer in de buurt. Nog twee keer haalde hij een top-10-klassering; een achtste plaats in 1966 en een tiende plaats in 1967.
Na zijn allroundloopbaan was Meijer actief in het marathonschaatsen. Zowel in 1985 als 1986 reed hij de Elfstedentocht als wedstrijdrijder. Hij eindigde als respectievelijk 209e en 164e, beide keren net binnen de acht uur. Aan de Elfstedentocht 1997 nam hij deel als toerrijder.

## Privéleven
Meijer woonde zijn gehele leven in Katwoude. Hij was getrouwd en vader van drie kinderen, waaronder langebaanschaatser Jarno Meijer. Hij was werkzaam als buitengewoon opsporingsambtenaar bij het Hoogheemraadschap Hollands Noorderkwartier. Meijer overleed in 2021 in een ziekenhuis in Amsterdam.

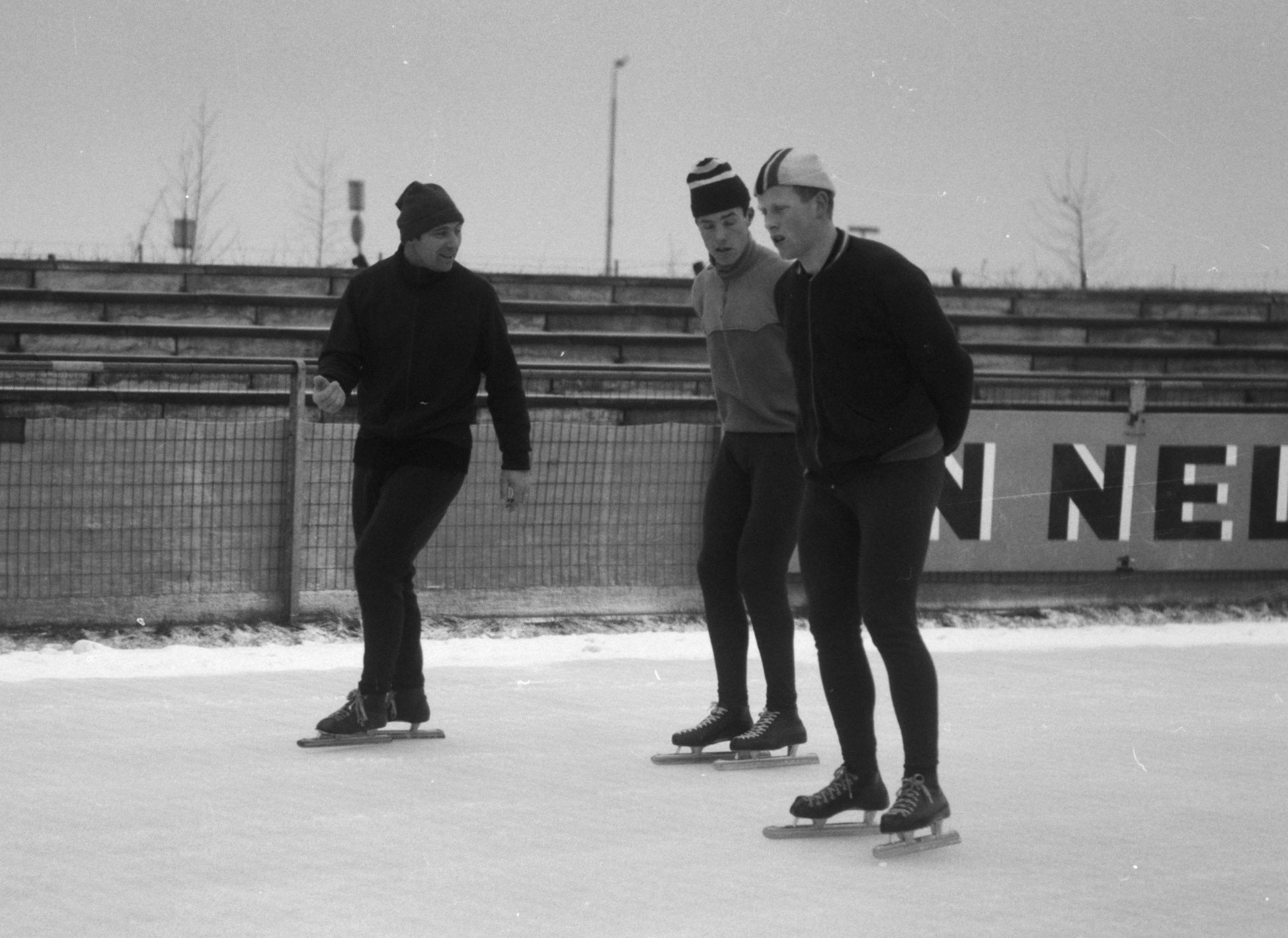
Trainer Anton Huiskes met schaatsers Rudie Liebrechts (midden) en Piet Meijer (rechts).